# Малама, Борис Захарьевич
 Борис Захарьевич Малама (1878 — 1972) — русский врач из рода Малама. (№59 по Родословному древу).

## Биография
Родился 25 сентября (7 октября) 1878 года. Происходил из потомственных дворян Екатеринославской губернии.
Окончил Киево-Печерскую гимназию (1897) и университет Св. Владимира по медицинскому факультету (1904); младший врач 135-го Керч-Еникальского пехотного полка (1904), переведён в 57-й Модлинский пехотный полк (1904); уволен в запас (1906); младший врач 96-го Омского пехотного полка (1909), врач Двора Его Императорского Высочества Великого Князя Николая Николаевича (1909); коллежский асессор (1912); участвовал в русско-японской войне, был в боях и сражениях: 12 (25)—14 (27) января 1905 г. — под Сандепу и 16 февраля [1 марта] — 3 (16) марта 1905 г. — под Мукденом. В августе 1910 г. сопровождал В.К. Николая Николаевича в поездке в Черногорию на юбилейные торжества 50-летия княжения Николая I и провозглашении Черногории королевством; сопровождал Короля Черногорского Николая I во время его поездки в Санкт-Петербург (1912); в августе того же года сопровождал В.К. Николая Николаевича в поездке в Москву на торжества 100-летнего юбилея Отечественной войны 1812 г., а в сентябре – во Францию на манёвры французских войск. По состоянию на конец 1912 г. имел ордена: Св. Анны 3-й ст. и Святого Станислава 3-й ст с мечами; черногорский орден князя Даниила I 4-й и 3-й степеней, бухарский Золотой звезды 3-й ст. и медали в память Русско-японской войны, в память 100-летия Отечественной войны 1812 г., черногорскую в память 50-летия княжения Николая I и Ордена Почетного Легиона офицерский крест. В 1915 г. пожалован в почётные лейб-медики.
В Великую войну неотлучно находился при В.К. Николае Николаевиче.
Протопресвитер  Армии и Флота о. Георгий Шавельский так отзывался о Борисе Захаровиче в своих мемуарах:

«…Гвоздём» же Свиты великого князя был доктор, в 1915 г. пожалованный в лейб-медики, Борис Захарович Малама, удивительной души человек, но большой чудак, оригинал, беззастенчивый резонер, не щадивший, когда того требовала правда, никого и ничего. <...>

Великий князь вставал около 9 часов утра и, умывшись, молился Богу, после чего к нему являлся доктор Малама наведаться о здоровье. — 
Находясь в свите В.К. князь Николай Николаевич на Кавказском фронте, Малама оказался вне очага основного Красного террора и смог эмигрировать вместе с Великим Князем и Императрицей Марией Фёдоровной. До эвакуации на английском крейсере Малама проживал в имении Чаир на берегу Крыма.

В имении Чаир жили великий князь Николай Николаевич с супругой Анастасией Николаевной, князь С.Г. Романовский, граф С.В. Тышкевич с супругой, князь В.Н. Орлов, почетный лейб-медик, доктор Борис Захарович Малама и генерал Болдырев.

В эмиграции во Франции доктор Малама состоял при великом князе Николае Николаевиче. Лечил и императрицу Марию Фёдоровну, она даже вызывала его из Франции в Данию. Так, например, телеграмма от почётной фрейлины Императрицы Марии Фёдоровны, графини Зинаиды фон Менгден, от 22 февраля [9 марта] 1928 г. гласила: 
«Поскольку моя Патронесса из-за гриппа чувствует себя очень плохо, не могли бы Вы немедленно приехать в Копенгаген на несколько дней? Виза будет готова в Париже в посольстве.»
Скончался 23 января (5 февраля) 1972 г. в Париже. Похоронен на кладбище Сент-Женевьев-де-Буа.